# Kevon Harris
Kevon Harris, född 24 juni 1997 i Ellenwood i Georgia, är en amerikansk professionell basketspelare (SG/SF) som spelar för Atlanta Hawks i National Basketball Association (NBA). Han har tidigare spelat för Orlando Magic.
Harris blev aldrig NBA-draftad.
Innan han blev proffs studerade Harris vid Stephen F. Austin State University och spelade för universitetets idrottsförening Stephen F. Austin Lumberjacks.